# Curator viarum
Een curator viarum was een Romeins ambtenaar. Hij was een van de twee curatores (behorende tot de Vigintisexviri) die toezicht hielden op de viae (Romeinse wegen).
Deze curatores waren oorspronkelijk waarschijnlijk voor speciale gelegenheden aangesteld en schijnen altijd beschouwd te zijn als ambtenaren en niet als functionarissen die de praktische kant van het onderhoud uitvoerden. Maar vanaf het begin van de zesde eeuw van de stad werden er regelmatig afgevaardigden aangesteld, wier enige plicht de zorg voor de wegen was: vier (quattuorviri viarum) overzagen de straten binnen de muren, en twee (curatores viarum) de wegen daarbuiten. Toen Augustus de magistrates minores hervormde, nam hij deze eerst op in het vigintiviratus en schafte deze laatste af. Maar toen hij zelf de zorg van de viae rond de stad op zich nam, stelde hij onder zich twee wegenmakers aan (ὁδοποιοῦς / hodopoioũs), personen met de rang van praetor, aan wie hij twee lictors toewees. Deze werden vermoedelijk opgenomen in het aantal van de nieuwe hoofdopzichters van openbare werken die door hem waren ingesteld en zouden vanaf die tijd voortaan van hun plichten worden ontheven, die onder het toezicht en de controle van de curatores of inspecteurs-generaal stonden.

## Referentie
- W. Ramsay, art. Viae, in W. Smith (ed.), A Dictionary of Greek and Roman Antiquities, Londen, 1875, p. 1193.